# او-۲۶ (کریگس‌مارینه)
او-۲۶ (به آلمانی: U-26) یک او-بوت نوع ۱آ در خدمت کریگسمارینه بود.
او-۲۶ هشت بار به گشت‌زنی فرستاده شد. نخستین مرتبه آن صرف مین‌ریزی گردید که باعث غرق شدن سه کشی تجاری و آسیب دیدن یک ناو جنگی بریتانیایی گشت. در مرتبه دوم به عنوان نخستین او-بوت در دوران جنگ وارد دریای مدیترانه شد که اتفاق خاصی در جریان آن نیفتاد. مرتبه سوم در سفری کوتاه راهی اقیانوس اطلس گردید و سه کشتی تجاری را غرق کرد. مرتبه چهارم در جابه‌جایی نیروها در عملیات در نروژ، به کار گرفته شد. هنگام بازگشت از یکی از این ماموریت‌های ترابری، یک کشتی تجاری ۵۲۰۰ تنی را غرق کرد. پس سه سفر گشتی بی‌حادثه دیگر، روز ۲۰ ژوئن سال ۱۹۴۰ عازم هشتمین مأموریت خود گشت. پس غرق کردن سه کشتی تجاری در ۳۰ ژوئن و وارد آوردن آسیب به یک کشتی تجاری در روز بعد، اصابت دو اژدر از دو کشتی جنگی بریتانیایی، آن را مجبور به آمدن به سطح کرد. در این شرایط پس از تحمل حمله هوایی یک بمب‌افکن دشمن، خدمه او-بوت را به دست خود غرق کرده و بیشترشان به اسارت درآمدند.

## تاریخچه عملیاتی

### گشت دوم
با آغاز جنگ جهانی دوم، او-۲۶ به فرماندهی ناوسروان کلاوس اِوِرت ماه اکتبر سال ۱۹۳۹، به همراه دو او-بوت دیگر، برای حمله به کاروان‌های دشمن راهی ناحیه تنگه جبل‌الطارق شد تا با رخنه به مدیترانه کشتیرانی دشمن در آن را مورد حمله قرار دهد. این او-بوت می‌بایست دهانه بندر بریتانیایی جبل‌الطارق را مین‌ریزی می‌کرد. به جهت نگرانی از افتادن این اقلام در آب‌های کم‌عمق به دست دشمن، تمامی کتاب‌ها و دستگاه‌های رمزنگاری به‌جز ضروری‌ترین آن‌ها از او-بوت خارج شد. بدین شکل قابلیت او-۲۶ در برقراری ارتباط با فرماندهی عالی و دیگر او-بوت‌ها تا حدودی کاهش یافت. بر خلاف دو او-بوت دیگر، او-۲۶ طبق برنامه خود را به تنگه رساند اما بدی آب‌وهوا، نورافکن‌ها و گشتی‌های ضد زیردریایی دشمن امکان مین‌ریزی را برای آن فراهم نیاورد. از این رو با بارگزاری اژدر وارد مدیترانه گشت. پس از مدتی گشت‌زنی در این دریا و برخورد اندک با شناورهای دشمن، از طریق تنگه جبل‌الطارق از آن خارج شد و به آلمان بازگشت. او-۲۶ تنها او-بوت آلمانی در طول جنگ جهانی دوم بود که وارد مدیترانه شد و سپس با موفقیت آن را ترک کرد. این او-بوت رو ۵ دسامبر وارد بندر ویلهلمس‌هافن گردید.

### گشت پنجم
او-۲۶ روز ۱ ژوئیه سال ۱۹۴۰ در درگیری با اچ‌ام‌اس گلادیولوس و اچ‌ام‌اس فلاگبوت، دو ناوچه سبک بریتانیایی در اقیانوس اطلس شمالی غرق شد.